# Стасюнас, Йонас Антано
Йонас Антано Стасю́нас (лит. Jonas Stasiūnas; 26 сентября 1919 — 3 августа 1987) — литовский, советский оперный певец (баритон), педагог. Народный артист СССР (1964). Лауреат Сталинской премии третьей степени (1951).

## Биография
Йонас Стасюнас родился в деревне Ничунай (ныне — в Купишкском районе, Литва). Вырос в семье, где было четыре сестры и три брата.
Вместе с братьями и сёстрами учился в начальной школе города Гяляжяй Поневежского уезда, пел в хоре. Его талант певца был замечен ещё во время учёбы в гимназии Паневежиса.
В 1948 году окончил Каунасскую консерваторию (ныне Литовская академия музыки и театра) (класс пения П. М. Олеки).
С 1941 года — в труппе, с 1943 по 1984 год — солист Государственного театра драмы, оперы и балета в Каунасе (с 1944 года — Государственный театр оперы и балета Литовской ССР (с 1948 года — в Вильнюсе), ныне — Литовский национальный театр оперы и балета).
На сцене создал свыше 50 ролей, пел в 1500 спектаклях. Отличительными свойства творчества певца являются голос большого диапазона, тонкая нюансировка и мастерство перевоплощения.
Выступал и как концертный исполнитель (более 1500 концертов). В программы входят партии в Симфонии № 9 Л. ван Бетховена, «Реквиеме» Дж. Верди и др. Много литовских народных песен исполнял с дочерью Аушрой Стасюнайте.
Гастролировал по городам СССР и за рубежом (Польша, Китай, Болгария, Чехия, Монголия).
С 1962 года преподавал в Литовской консерватории (с 1974 — доцент, с 1983 — профессор).
Член КПСС с 1957 года. Депутат Верховного Совета Литовской ССР 4-го созыва.
Умер 3 августа 1987 года в Вильнюсе. Похоронен на Антакальнисском кладбище.

### Семья
- Жена — Бронислава Стасюниене
- Дочь — Аушра Стасюнайте (род. 1952), оперная певица (меццо-сопрано). Заслуженная артистка Литовской ССР (1982).

## Звания и награды
- Народный артист Литовской ССР (1957)
- Народный артист СССР (1964)
- Сталинская премия третьей степени (1951) — за исполнение заглавной партии в оперном спектакле «Борис Годунов» М.П. Мусоргского
- Орден Ленина (1954)
- Медали.

## Партии
- «Пиленай» В. Ю. Кловы — Маргирис (1-й исполнитель партии в 1956 году)
- «Даля» Б. Д. Дварионаса — Радвила (1-й исполнитель партии в 1959 году).
- «Князь Игорь» А. П. Бородина — князь Игорь
- «Борис Годунов» М. П. Мусоргского — Борис Годунов
- «Мазепа» П. И. Чайковского — Мазепа
- «Отелло» Дж. Верди — Яго
- «Риголетто» Дж. Верди — Риголетто
- «Тоска» Дж. Пуччини — Скарпиа
- «Умница» К. Орфа — Король
- «Порги и Бесс» Дж. Гершвина — Порги
- «Царская невеста» Н. А. Римского-Корсакова— Грязной
- «Марите» А. Рачюнаса — Сакалис
- «Гражина» Ю. Карнавичуса — Римвидис
- «Демон» А. Г. Рубинштейна — Демон
- «Свадьба Фигаро» Моцарта — Фигаро
- «Долина» Э. д’Альбера — Себастиано
- «Паяцы» Р. Леонкавалло — Тонио и Сильвио
- «Фауст» Ш. Гуно — Валентин
- «Кармен» Ж. Бизе — Эскамильо
- «Пиковая дама» П. И. Чайковского — Елецкий

## Память
- Одна из улиц города Гяляжяй Паневежского района названа именем Й. Стасюнаса.